# Bacillaceae
Famille
Les Bacillaceae sont une famille de bactéries Gram-positives hétérotrophes, pouvant être cultivé en anaérobiose, sporulées et catalase positives. Cette famille appartient à l'ordre des Caryophanales. Les Bacillaceae mobiles sont caractérisés par un flagelle péritriche. Certains Bacillaceae sont aérobie stricts, tandis que d'autres peuvent être aérobie facultatifs. Certaines espèces de Bacillus sont connus comme pathogène pour l'Homme.

## Historique
Décrite en 1895 par Alfred Fischer, cette famille a longtemps été placée dans l'ordre des Bacillales avant d'être reclassée dans celle des Caryophanales.

## Taxonomie

### Étymologie
L'étymologie de cette famille bactérienne est la suivante : Ba.cil.la’ce.ae. L. masc. n. Bacillus, genre type de la famille; L. fem. pl. n. suff. -aceae, suffixe définissant une famille; N.L. fem. pl. n. Bacillaceae, la famille des Bacillus.

## Liste des genres
Selon la LPSN (9 mars 2025) :
- Aeribacillus Miñana-Galbis et al. 2010
- Aidingibacillus Wang et al. 2021
- Aliibacillus Xu et al. 2019
- Alkalibacillus Jeon et al. 2005
- Alkalicoccobacillus Joshi et al. 2022
- Alkalicoccus Zhao et al. 2017
- Alkalihalobacillus Patel & Gupta 2020
- Alkalihalobacterium Joshi et al. 2022
- Alkalihalophilus Joshi et al. 2022
- Alkalilactibacillus Schmidt et al. 2016
- Allobacillus Sheu et al. 2011
- Alteribacillus Didari et al. 2012
- Alteribacter Gupta et al. 2020
- Amphibacillus Niimura et al. 1990
- Anaerobacillus Zavarzina et al. 2010
- Anoxybacillus Pikuta et al. 2000
- Anoxybacteroides Patel et al. 2024
- Aquibacillus Amoozegar et al. 2014
- Aquisalibacillus Márquez et al. 2008
- Aureibacillus Liu et al. 2015
- Bacillus Cohn 1872
- Calculibacillus Min et al. 2021
- Caldalkalibacillus Xue et al. 2006
- Caldibacillus Coorevits et al. 2012
- Calditerricola Moriya et al. 2011
- Calidifontibacillus Adiguzel et al. 2020
- Camelliibacillus Lin et al. 2018
- Cerasibacillus Nakamura et al. 2004
- Compostibacillus Yu et al. 2015
- Desertibacillus Bhatt et al. 2017
- Domibacillus Seiler et al. 2013
- Ectobacillus Gupta et al. 2020
- Evansella Gupta et al. 2020
- Exiguobacterium Collins et al. 1984
- Falsibacillus Zhou et al. 2009
- Ferdinandcohnia corrig. Gupta et al. 2020
- Fermentibacillus Hirota et al. 2016
- Fervidibacillus Yang et al. 2023
- Fictibacillus Glaeser et al. 2013
- Filobacillus Schlesner et al. 2001
- Geobacillus Nazina et al. 2001
- Geomicrobium Echigo et al. 2010
- Gottfriedia Gupta et al. 2020
- Gracilibacillus Wainø et al. 1999
- Halalkalibacillus Echigo et al. 2007
- Halalkalibacter Joshi et al. 2022
- Halalkalibacterium Joshi et al. 2022
- Halobacillus Spring et al. 1996
- Halolactibacillus Ishikawa et al. 2005
- Heyndrickxia Gupta et al. 2020
- Hydrogenibacillus Kämpfer et al. 2013
- Lederbergia Gupta et al. 2020
- Lentibacillus Yoon et al. 2002
- Litchfieldia Gupta et al. 2020
- Litoribacterium Mahmoud et al. 2021
- Lottiidibacillus Liu et al. 2020
- Mangrovibacillus Sefrji et al. 2023
- Marinococcus Hao et al. 1985
- Melghiribacillus Addou et al. 2015
- Metabacillus Patel & Gupta 2020
- Microaerobacter Khelifi et al. 2011
- Natribacillus Echigo et al. 2012
- Natronobacillus Sorokin et al. 2009
- Oceanobacillus Lu et al. 2002
- Oikeobacillus Narsing Rao et al. 2023
- Ornithinibacillus Mayr et al. 2006
- Paenalkalicoccus Xu et al. 2022
- Parageobacillus Aliyu et al. 2019
- Paraliobacillus Ishikawa et al. 2003
- Paralkalibacillus Hirota et al. 2017
- Paranoxybacillus Patel et al. 2024
- Paucisalibacillus Nunes et al. 2006
- Pelagirhabdus Sultanpuram et al. 2016
- Peribacillus Patel & Gupta 2020
- Piscibacillus Tanasupawat et al. 2007
- Polygonibacillus Hirota et al. 2016
- Pontibacillus Lim et al. 2005
- Pradoshia Saha et al. 2019
- Priestia Gupta et al. 2020
- Pseudalkalibacillus Joshi et al. 2022
- Pseudobacillus Verma et al. 2024
- Pseudogracilibacillus Glaeser et al. 2014
- Pueribacillus Wang et al. 2018
- Radiobacillus Li et al. 2020
- Rossellomorea Gupta et al. 2020
- Saccharococcus Nystrand 1984
- Salibacterium Reddy et al. 2015
- Salicibibacter Jang et al. 2021
- Salimicrobium Yoon et al. 2007
- Salinibacillus Ren & Zhou 2005
- Salipaludibacillus Sultanpuram & Mothe 2016
- Salirhabdus Albuquerque et al. 2007
- Salisediminibacterium Jiang et al. 2012
- Saliterribacillus Amoozegar et al. 2013
- Salsuginibacillus Carrasco et al. 2007
- Schinkia Gupta et al. 2020
- Sediminibacillus Carrasco et al. 2008
- Shouchella Joshi et al. 2022
- Siminovitchia Gupta et al. 2020
- Sinibacillus Yang & Zhou 2014
- Sinobaca Li et al. 2008
- Streptohalobacillus Wang et al. 2011
- Sutcliffiella Gupta et al. 2020
- Swionibacillus Li et al. 2017
- Tenuibacillus Ren & Zhou 2005
- Tepidibacillus Slobodkina et al. 2014
- Terribacillus An et al. 2007
- Terrihalobacillus Galisteo et al. 2023
- Terrilactibacillus Prasirtsak et al. 2016
- Texcoconibacillus Ruiz-Romero et al. 2013
- Thalassobacillus García et al. 2005
- Thalassorhabdus Sultanpuram & Mothe 2018
- Thermolongibacillus Cihan et al. 2014
- Tigheibacillus Miliotis et al. 2024
- Virgibacillus Heyndrickx et al. 1998
- Viridibacillus Albert et al. 2007
- Vulcanibacillus L'Haridon et al. 2006